# Scyphanthus
Scyphanthus é um género botânico pertencente à família Loasaceae.
1. ↑  «Scyphanthus — World Flora Online». www.worldfloraonline.org. Consultado em 19 de agosto de 2020